# تايد واتر (منطقة جغرافية)
تايد واتر و التي تعني مياه المد هي منطقة جغرافية تقع في جنوب شرق ولاية فيرجينيا و شمال شرق و لاية كارولينا الشمالية و تشكل جزء من السهل الساحلي الأطلسي—أجزاء من ولاية ميريلاند و خليج التشسبيك أيضا تعتبر من تلك المنطقة. سميت منطقة تايد واتر بذلك نظرا لتأثيرات المد على الأنهار المحلية, الأصوات إضافة إلى التأثيرات على المحيط. تعتبر المنطقة عموما منبسطة و منخفضة و تحتوي على أهوار مد و جزر إضافة إلى عدد كبير من المستنقعات. تشغل مدينة بوكوسن مساحة كبيرة من المنطقة و تستغل المناطق المرتفعة للزراعة. جغرافيا تمتد منطقة تايد واتر الواقعة في فيرجينيا و كارولينا الشمالية ما بين سوفولك سكراب و المحيط الأطلسي. علاوة على ذلك تقع منطقة هامبتون روودس في تايد واتر. تطوق المناطق الجنوبية لميريلاند و الأجزاء السفلى من إيسترن شور الأجزاء الشمالية من المنطقة الواقعة على خليج التشسبيك.